# USS George Washington Parke Custis
La USS George Washington Parke Custis fu una chiatta convertita in pontone d'appoggio per aerostati dalla marina unionista durante la guerra di secessione americana.

## Storia e tecnica
L'acquisto di una chiatta per il trasporto di carbone, al fine di convertirla in pontone d'appoggio, avvenne nel 1861, nei primi mesi di guerra. La chiatta, lunga oltre 20 metri, era stata varata nel 1855, ed aveva un dislocamento di circa 120 tonnellate.
L'imbarcazione venne trasportata fino ai cantieri Washington Navy Yard, e qui modificata per il nuovo utilizzo. In particolare, venne dotata di un impianto per la generazione di gas, che veniva poi pompato direttamente all'interno dell'aerostato.
La chiatta, così modificata, fu rimorchiata su un affluente del fiume Potomac, il Mattawomen Creek, e qui venne utilizzata per l'osservazione delle truppe confederate, nonché per la direzione del tiro delle artiglierie. Le ascensioni vennero condotte da Thaddeus Lowe, l'inventore dell'impianto di generazione del gas, che si tenne sempre ad un'altezza di circa 300 metri, in modo da mantenere il pallone fuori tiro e non rischiare l'abbattimento.
Alla fine della guerra, nel 1865, la chiatta tornò al suo utilizzo originario, ovvero il trasporto del carbone.